# Anna Rocas Abrich
Anna Rocas Abrich   (Palafrugell, 12 de maig de 1844 - Palafrugell, 22 d'abril de 1908) va ser considerada una heroïna pel fet d'haver ajudat voluntàriament a atendre als ferits de guerra durant la Insurrecció republicana del dia 6 d'octubre de l'any 1869 a la Bisbal d'Empordà, conflicte bèl·lic conegut amb el nom de Foc de la Bisbal. No s'ha fet un estudi exhaustiu de la seva biografia, però se sap que Anna es va casar amb el palafrugellenc Zacaries Siro Roig el dia 20 de maig de l'any 1865 i el matrimoni va viure al carrer Verge Maria de Palafrugell, no consta que haguessin tingut fills.

## Foc de La Bisbal i els seus orígens
La Primera Internacional va ser fundada a Londres el dia 28 de setembre de 1864 en el decurs d'una reunió celebrada al ‘St Martin's Hall' sota el nom de “International Working Men's” on van assistir un gran nombre de persones entre ells diversos líders sindicalistes britànics i francesos, essent Henri Tolaine un activista i destacat defensor del socialisme que va ser anomenat sotssecretari de la Comissió de ‘la rue du Temple’. H.Tolaine junt amb un periodista van escriure un manifest format per set apartats que descrivien la defensa dels interessos dels treballadors.
Les idees de Carl Marx i de Friedrich Engels, tot que no pertanyien a la Internacional, van tenir molta influència entre la classe treballadora, com també la va tenir el pensament anarquista proposat per Mikhail Bakunin.
La Primera Internacional (1864-1876) va estar activa durar dotze anys i cada any es celebrava un Congrés a diferents ciutats i d'on en sortien les directrius a seguir.
A Espanya l'any 1868 va esclatar la revolució anomenada ‘La Gloriosa’ que va ser destronada la reina Isabel II. Poc temps després el mes de setembre de l'any 1869 a Basilea -Suïssa- es va celebrar el quart Congrés de l'Associació Internacional de Treballadors (AIT) on hi van assistir 75 delegats de diferents països amb predomini d'anglesos i de francesos. El delegat espanyol que hi va assistir va ser Rafael Farga-Pellicer, també conegut per ‘Just Pastor de Pellico’.
A les comarques gironines els treballadors de les viles més industrialitzades, estaven organitzats en nuclis actius o Federacions Locals de la Internacional (AIT), d'aquesta activitat ens en dona referències Francesc Ferrer en el llibre d'Isabel Vilà. Cita número 3
Pocs dies després que s'hagués celebrat un Congrés a Suïssa, setembre del 1869 i, coincidint amb el canvis produïts en el nucli de la monarquia espanyola, el dia 3 d'octubre de 1869 a Figueres, Francesc Sunyer Capdevila (Roses 1828-1898) va proclamar la constitució d'una Junta Revolucionària que va estar comandada per Pere Caimó i Bascós (Sant Feliu de Guíxols 1819-1878) que pertanyia al Partit Republicà Democràtic Federal, la consigna era anar a ocupar la ciutat de Girona.
El punt de trobada de les tropes procedents de diverses viles del Baix Empordà i també de Llagostera va ser a La Bisbal, però assabentat d'aquest propòsit el Governador Civil de la província tenia preparades tropes governamentals per aturar als republicans, l'enfrontament va causar diversos morts i ferits.

Quan va esclatar la insurrecció republicana a la Bisbal, l'Anna tenia 25 anys i va voler acompanyar al seu marit, però ella amb l'objectiu d'ajudar els facultatius en la tasca d'atenció als ferits d'ambdós bàndols, és a dir, amb un esperit semblant a l'humanitari que desenvolupava la Creu Roja Internacional en els conflictes bèl·lics i com també va fer una contemporània seva Isabel Vilà i Pujol. Aquesta activitat la va fer mereixedora de la confiança dels seus conciutadans i quan tenien alguna desgràcia, -entenem algun problema de salut- no dubtava en anar a assistir-los.

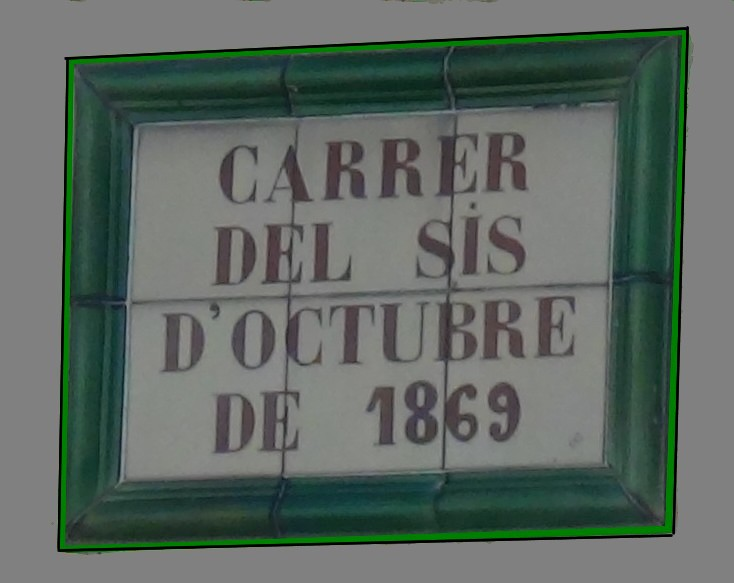
Placa del carrer 6 d'octubre de la Bisbal d'Empordà

## Activitat laboral
Anna Rocas era l'encarregada de la neteja del Mercat de Palafrugell i s'ha pogut localitzar una carta signada per ella mateixa dirigida al consistori municipal per sol·licitar li fos revisat el sou que era de 300 pessetes amb 40 cèntims anuals. Import que considerava insuficient en relació amb la feina que tenia que havia augmentat des que havia estat oberta la carretera de Torroella de Montgrí a Palafrugell que va afavorir que moltes més venedores vinguessin a vendre a Palafrugell.
| « | Acometida repentinamente de un ataque gripal falleció el miércoles, día 22 de los corrientes, á la edad de 64 años, Dña. Ana Rocas Abrich, esposa de nuestro estimado amigo y correligionario Zacarías Siro. El día 6 de Octubre de 1869, hallándose los republicanos federales de esta comarca acaudillados por Caymó en lucha armada con las tropas del Gobierno provisional, la Sra. Ana Rocas, se convirtió en heroína del pueblo de la Bisbal, adonde fue con su esposo para acompañarle en los peligros de la lucha en calidad de auxiliadora de los heridos de uno y otro bando en cuya benemérita faena mostróse tan experta y animosa que á ruego de los facultativos á cuyo cuidado se hallaba el hospital de sangre, hubo de continuar prestándoles su valerosa ayuda hasta el día siguiente con aplauso y gratitud de todos los jefes de servicio, siendo desde entonces la primera en acudir al auxilio de cuantas desgracias llegasen á su noticia en esta su vila natal donde era muy estimada. En reconocimiento de tales meritos contraídos por la Sra. Rocas de Siro, fue que el Ayuntamiento la prefiriese en el empleo que vieja ya solicitó de cuidar de la limpieza y el aseo del mercado público que cumplía á satisfacción de todo el vecindario con la ayuda de su esposo. A éste y demás familia acompañamos en el justo dolor que los embarga por tan sensible pérdida. | » |